# Carl Magnus Mellgren
Carl Magnus Mellgren, född 1806 i Marstrand, död 1886 i Helsingfors, var en svensk medaljgravör. Han var far till arkitekten Carl Theodor Mellgren.

## Bakgrund
Mellgren var elev till Ludvig Lundgren i Stockholm. Han utgav på 1830-talet en rad minnespengar över svenska skalder, konstnärer och lärde (Bellman, Tegnér, Crusell, Geijer, Wallin, Franzén, Fahlcrantz, Berzelius, Järta med flera), bland vilka flera av betydande konstvärde. Mellgren överflyttade 1838 från Stockholm till Helsingfors. Där utförde han bland annat friserna på universitetsbibliotekets fasad.

## Galleri

Åtsidan av medalj graverad av Mellgren 1837 för Svenska Akademien, till minne av Johan Stiernhöök.
Frånsidan av medaljen över Stiernhöök.